# Xbox Adaptive Controller
O Xbox Adaptive Controller, também conhecido como Controle Adaptativo do Xbox, às vezes traduzido como Controle Xbox Adaptável, é um controle de videogame projetado pela Microsoft para PCs Windows e o console Xbox One. O controle foi projetado para pessoas com deficiências para ajudar a tornar a entrada do usuário nos videogames mais acessível.

## Desenvolvimento
Em 2015, uma equipe de engenheiros da divisão Xbox e de jogos da Microsoft começou a trabalhar em um protótipo de controle para ajudar a melhorar a acessibilidade para a entrada de videogames. O dispositivo foi projetado e refinado durante vários eventos internos de hackathon, onde eles criaram um controle que poderia usar acessórios de terceiros familiares aos jogadores com deficiências. Em 2017, a Microsoft decidiu transformar o protótipo em um produto e começou a colaborar com fabricantes de acessórios e grupos sem fins lucrativos na área de acessibilidade de jogos, como Special Effect, Warfighter Engaged e The AbleGamers Foundation.

## Design
O Xbox Adaptive Controller tem uma estrutura retangular esbelta com cerca de 30 cm de comprimento. A frente do controle possui dois botões grandes e convexos que podem ser mapeados para qualquer função usando o aplicativo Acessórios Xbox. A frente também inclui um d-pad grande, um botão de menu, um botão de visualização e o botão home do Xbox que são apresentados no controle padrão do Xbox One. O controle possui portas USB em ambos os lados que são usadas para conectar dispositivos que mapeiam funções para as alavancas analógicas. A parte traseira do quadro tem dezenove conectores jacks de 3,5 mm que permitem a conexão de vários dispositivos de entrada assistida; cada jack corresponde a um botão, gatilho, botão superior ou d-pad diferente no controle padrão do Xbox One. O Xbox Adaptive Controller suporta dispositivos Windows 10 e Xbox One e é compatível com todos os jogos no nível do sistema.

## Lançamento
O Xbox Adaptive Controller foi anunciado em maio de 2018. O controle foi lançado com um preço de varejo de US$99.99 em 4 de setembro de 2018.
Em novembro de 2018, a Microsoft lançou um comercial de televisão com temática de férias intitulado "Reindeer Games" para promover o controle apresentando um grupo de crianças correndo para a casa de outra criança para testemunhar seu jogo com o Adaptive Controller. O comercial estrelado por Owen Sirmons, uma criança de 9 anos com síndrome de Escobar. Um segundo comercial intitulado "We All Win" foi transmitido durante o Super Bowl LIII, que contou com depoimentos de Owen e sua família sobre o impacto positivo do dispositivo.

## Recepção
A Time denominou a Adaptive Controller uma de suas melhores invenções de 2018. Ele também ganhou o Innovation Award no Italian Video Game Awards.